# Pascal (linguagem de programação)
Pascal, é uma linguagem de programação orientada por objetos, que recebeu este nome em homenagem ao matemático e físico Blaise Pascal. Foi criada em 1970 pelo suíço Niklaus Wirth, tendo em mente encorajar o uso de código estruturado.
O próprio, Niklaus Wirth, diz que a linguagem Pascal foi criada simultaneamente para ensinar programação estruturada e para ser utilizada na sua fábrica de software. Simultaneamente, a linguagem reflete a libertação pessoal de Wirth das restrições impostas após seu envolvimento com a especificação de ALGOL 68, e sua sugestão para essa especificação, o ALGOL W.
Pascal originou uma enorme gama de dialetos, podendo também ser considerada uma família de linguagens de programação. Grande parte de seu sucesso se deve a criação, na década de 1980, da linguagem Turbo Pascal, inicialmente disponível para computadores baseados na arquitetura 8086 (com versões para 8080 no seu início).
Pascal é normalmente uma das linguagens de escolha para ensinar programação, junto com Scheme, C e Fortran. Comercialmente, a linguagem foi sucedida pela criação da linguagem Object Pascal, atualmente utilizada nos IDEs Embarcadero Delphi (Object Pascal), Kylix e Lazarus. Academicamente, seus sucessores são as linguagens subsequentes de Niklaus Wirth: Modula-2 e Oberon. A partir da versão 2005, o Delphi passou a se referir a sua linguagem de programação como Delphi Language.
Assim como a linguagem C, que foi padronizado pela ANSI (ANSI C), o Pascal possui padrões pela ISO, como o Pascal Standard e o Advanced Pascal.

## Implementações
O primeiro compilador Pascal foi desenvolvido em Zurique para a família de computadores CDC 6000, sendo lançado em 1970. Também em 1970 foi desenvolvido o primeiro compilador Pascal norte americano, na Universidade de Illinois por Donald B. Gillies, que gerava código de máquina nativo para o mini-computador PDP-11.
Pensando-se em propagar rapidamente o uso da linguagem, foi criado, em Zurique, um "kit de conversão" que incluia um compilador que gerava código intermediário, e um simulador para ele. Esse kit foi batizado de p-System, e foi utilizado, entre outras coisas, para criar um sistema operacional para mini-computadores chamado UCSD p-System, desenvolvido pelo Instituto de Sistemas de Informação da Universidade da Califórnia em San Diego. Segundo o próprio Niklaus Wirth, o p-System e o UCSD foram instrumentais na popularização do Pascal. No padrão UCSD, as Strings passaram a ser tipos pré definidos (no Pascal padrão era utilizados packed-arrays).
Nos anos 80, Anders Hejlsberg desenvolveu o compilador Blue Label Pascal o Nascom-2. Depois, ele foi trabalhar na Borland e reescreveu seu compilador transformando-o no Turbo Pascal para a plataforma IBM PC (e também CP/M 80), que era vendido a US$ 49,95, muito mais barato do que o Blue Label. Uma característica muito importante é que o Turbo Pascal é uma linguagem compilada, que gera código de máquina real para a arquitetura Intel 8088, tornando-a muito mais rápida do que as linguagens interpretadas.
Por ser mais barato, o Turbo Pascal passou a ter uma grande influência na comunidade Pascal, que começou a se concentrar na plataforma IBM PC no fim dos anos 80. Muitos usuários de PC da época migraram para o Turbo Pascal, em busca de uma linguagem estruturada que não fosse interpretada, para substituir, por exemplo, o BASIC. Pode se afirmar que o sucesso comercial de Turbo Pascal foi definitivo para a ampla divulgação da linguagem Pascal.
Outra variante era o Super Pascal, que adicionava labels não numéricas, o comando return e expressões como nomes de tipos.
Durante os anos 90, compiladores que podiam ser modificados para trabalhar com arquiteturas diferentes tiveram grande destaque, incluindo nessa lista o Pascal.
O próximo grande passo para a linguagem, foi a implementação da orientação a objeto (OO ou OOP em inglês) na sua estrutura, começando com a versão 5.5 do Turbo Pascal. Mais tarde, ao projetar o Delphi, querendo funcionalidades mais elaboradas da orientação a objeto, a Borland utilizou o conceito Object Pascal criado pela Apple Inc., utilizando-o como base para uma nova linguagem, que nas versões iniciais era chamado de Object Pascal mas foi rebatizado como Delphi Programming Language nas versões posteriores. As maiores diferenças em relação às implementações OO das versões mais antigas foram a adição do conceito de objetos por referência, construtores, destrutores e propriedades, entre outros.

## Padrões/Normas
Em 1983, a linguagem foi padronizada, na norma internacional ISO / IEC 7185, assim como vários padrões locais específicos de cada país, incluindo a norma americana ANSI/IEEE770X3.97-1983, e ISO 7185:1983. A diferença entre as duas normas é que a padrão ISO possui o “nível 1”, extensão do arrays conformantes, enquanto a ANSI não permitiu esta extensão à linguagem original (versão Wirth). Em 1989, foi revista a ISO 7185 (ISO 7185:1990) para corrigir vários erros e ambiguidades encontradas no documento original
Em 1990, foi criado uma norma ISO / IEC 10206 padronizando o Pascal. Em 1993, o padrão ANSI foi substituído com um "ponteiro" para a norma ISO 7185:1990, que termina efetivamente o seu estatuto como um padrão diferente.
A norma ISO 7185 foi indicada para ser uma clarificação de Wirth da linguagem como detalhado em 1974 no Manual do Usuário/Utilizador e Relatório [Jensen e Wirth], mas também foi notável pela inclusão de "Parâmetros de array conformantes" como um nível 1 da norma, sendo nível 0 Pascal sem Conformantes Arrays.
Note que o próprio Niklaus Wirth se refere à linguagem 1974 como “o padrão”, por exemplo, para diferenciá-la das características específicas de implementação em nível de máquina do compilador CDC 6000. Esta linguagem foi documentada em "The Pascal Report", a segunda parte do "Pascal users manual and report".
Nas grandes máquinas (mainframes e minicomputadores) eram seguidos padrões gerais. Na IBM-PC, não eram. No IBM-PC, o Turbo Pascal e Delphi, padrão Borland, tem o maior número de usuários. Assim, é de extrema importância entender se uma determinada aplicação corresponde à linguagem original Pascal, Borland ou um dialeto do mesmo.
As versões da linguagem do IBM-PC começaram a divergir com a vinda da UCSD Pascal, uma aplicação que implementou várias prorrogações para a linguagem, juntamente com várias omissões e mudanças. Muitas características da linguagem UCSD sobrevivem atualmente, inclusive em linguagens Borlands.

## Sintaxe
A linguagem Pascal foi criada para incentivar a programação modular e estruturada, facilitando a criação de procedimentos com baixo acoplamento e alta coesão. Um programa em Pascal é composto de constantes e variáveis globais, procedimentos e funções re-entrantes e um programa principal.
Procedimentos não retornam valores, funções sim. Tanto em procedimentos quanto em funções os parâmetros podem ser passados por referência ou por valor. É possível passar vetores e matrizes com o tamanho, mas não a quantidade de dimensões, especificado no tempo de execução.
Procedimentos e funções podem conter, dentro de seu escopo, novos procedimentos e funções. Dentro de qualquer parte do programa também podem ser criados blocos com os comandos BEGIN e END, que também possuem seu próprio escopo. Nas versões originais, as variáveis só podiam ser declaradas em posições específicas e não ao decorrer do programa, o que limitava a regra de escopo.
O conjunto de procedimentos e funções pré-definidos é fixo e inclui as funções read, readln, write e writeln, para realizar E/S.

## Exemplos de código
Nota importante: Os programas foram desenvolvidos com o Turbo Pascal (Borland). Para funcionarem com outros compiladores, devem ser feitas as seguintes alterações:
- Linha inicial passa de program name; para program name (input,output);
- A instrução readkey desaparece
- A directiva uses desaparece porque é própria do Turbo Pascal, bem como a biblioteca crt
- A instrução clrscr desaparece porque faz parte da biblioteca crt
- A declaração string passa para array [1..255] of char (supondo que iriam ser usados até 255 caracteres) já que o Pascal não suporta strings nativamente.
- As instruções readln para ler cadeias de caracteres, têm de estar todas dentro de ciclos, para ler um caracter de cada vez.

### Programa Olá Mundo
```
program
 
OlaMundo
;

begin

 
WriteLn
(
'Olá, Mundo!'
)
;

end
.

```

### Números perfeitos
```
program
 
numerosPerfeitos
;

uses
 
crt
;

var

 
ate
,
 
x
,
 
soma
,
 
i
:
 
integer
;

begin

 
clrscr
;

 
x
 
:=
 
0
;

 
writeln
(
'Numeros perfeitos abaixo de'
)
;

 
Readln
(
ate
)
;

 
repeat

  
x
 
:=
 
x
 
+
 
1
;

  
soma
 
:=
 
0
;

  
for
 
i
 
:=
 
1
 
to
 
x
 
-
 
1
 
do

  
begin

 
if
 
x
 
mod
 
i
 
=
 
0
 
then

 
soma
 
:=
 
soma
 
+
 
i
;

  
end
;

  
if
 
soma
 
=
 
x
 
then

  
begin

 
writeln
(
x
)
;

  
end
;

 
until
 
(
x
 
>
 
ate
)
;

 
writeln
(
'Pressione qualquer tecla para finalizar…'
)
;

 
readkey
;

end
.

```

### Repetição
Soma dos números pares.
```
 
program
 
Soma_Pares
;

 
uses
 
crt
;

 
var

  
superior
,
 
soma
,
 
num
:
 
integer
;

 
begin

  
soma
:=
0
;

  
write
 
(
'Entre com o limite superior'
)
;

  
readln
 
(
superior
)
;

  
num
:=
2
;

  
repeat

 
soma
:=
soma
+
num
;

 
num
:=
num
+
2
;

  
until
 
(
num
 
>
 
superior
)
;

  
writeln
(
'A soma dos números pares de 2 até '
,
 
superior
,
' é '
,
 
soma
)
;

  
readln
;

 
end
.

```

### Números pares entre dois valores inteiros
```
program
 
pares
;

var

 
x
,
 
y
:
 
integer
;

begin

 
writeln
(
'Digite os dois valores'
)
;

 
readln
(
x
,
 
y
)
;

 
if
 
(
x
 
mod
 
2
)
<>
 
0
 
then

  
x
 
:=
 
x
 
+
 
1
;

 
while
 
x
<=
 
y
 
do

 
begin

  
writeln
(
x
,
 
' - '
)
;

  
x
 
:=
 
x
 
+
 
2
;

 
end
;

 
writeln
(
'Fim da Lista'
)
;

end
.

```

### jogo simples
nave contra fantasma.
```
program
 
fantasma
 
;

uses
 
crt
 
;

var
 
xf
,
 
yf
,
 
xn
,
 
yn
,
 
xt
,
 
yt
,
 
x
,
 
y
,
 
d
,
 
p
,
 
level
,
 
hpf
 
:
 
integer
 
;

var
 
acao
 
:
 
char
;

label
 
byebye
,
 
inicio
 
;

procedure
 
fanta2
 
(
x
,
y
 
:
integer
)
;

begin

    
gotoxy
(
x
-
1
,
y
-
4
)
;

    
write
(
hpf
)
;

    
TextBackground
(
White
)
;

    
gotoxy
(
x
-
1
,
y
-
3
)
;

    
write
(
'   '
)
;

    
gotoxy
(
x
-
2
,
y
-
2
)
;

    
write
(
' '
)
;

    
gotoxy
(
x
,
y
-
2
)
;

    
write
(
' '
)
;

    
gotoxy
(
x
+
2
,
y
-
2
)
;

    
write
(
' '
)
;

    
gotoxy
(
x
-
2
,
y
-
1
)
;

    
write
(
'     '
)
;

    
gotoxy
(
x
-
2
,
y
)
;

    
write
(
'     '
)
;

    
TextBackground
(
black
)
;

    
repeat

    
gotoxy
(
p
,
y
)
;

    
write
(
' '
)
;

    
p
:=
p
+
2
;

    
until
 
(
 
p
>
70
)
;

    
p
:=
0
;

end
;

procedure
 
nave
 
(
x
,
y
 
:
 
integer
)
;

begin

  
TextBackground
(
blue
)
;

    
gotoxy
(
x
,
y
-
3
)
;

    
write
(
' '
)
;

    
gotoxy
(
x
-
1
,
y
-
2
)
;

    
write
(
'   '
)
;

    
gotoxy
(
x
-
2
,
y
-
1
)
;

    
write
(
'     '
)
;

    
gotoxy
(
x
-
2
,
y
)
;

    
write
(
' '
)
;

    
gotoxy
(
x
+
2
,
y
)
;

    
write
(
' '
)
;

    
TextBackground
(
black
)
;

end
;

procedure
 
tiro
 
(
x
,
y
 
:
 
integer
)
;

begin

  
TextBackground
(
red
)
;

    
gotoxy
(
x
,
y
)
;

    
write
(
' '
)
;

    
TextBackground
(
black
)
;

end
;

procedure
 
bomba
(
x
,
y
 
:
 
integer
)
;

begin

    
TextBackground
(
White
)
;

    
gotoxy
(
x
-
2
,
y
-
4
)
;

    
write
(
'   '
)
;

    
gotoxy
(
x
-
3
,
y
-
3
)
;

    
write
(
'     '
)
;

    
gotoxy
(
x
-
3
,
y
-
2
)
;

    
write
(
'     '
)
;

    
gotoxy
(
x
-
3
,
y
-
1
)
;

    
write
(
'     '
)
;

    
gotoxy
(
x
-
2
,
y
)
;

    
write
(
'   '
)
;

    
delay
(
50
)
;

    
TextBackground
(
black
)
;

    
clrscr
;

    
TextBackground
(
White
)
;

    
gotoxy
(
x
-
1
,
y
-
4
)
;

    
write
(
' '
)
;

    
gotoxy
(
x
-
2
,
y
-
3
)
;

    
write
(
'   '
)
;

    
gotoxy
(
x
-
3
,
y
-
2
)
;

    
write
(
'     '
)
;

    
gotoxy
(
x
-
2
,
y
-
1
)
;

    
write
(
'   '
)
;

    
gotoxy
(
x
-
1
,
y
)
;

    
write
(
' '
)
;

    
delay
(
50
)
;

    
TextBackground
(
black
)
;

    
clrscr
;

    
TextBackground
(
White
)
;

    
gotoxy
(
x
-
1
,
y
-
3
)
;

    
write
(
' '
)
;

    
gotoxy
(
x
-
2
,
y
-
2
)
;

    
write
(
'   '
)
;

    
gotoxy
(
x
-
1
,
y
-
1
)
;

    
write
(
' '
)
;

    
delay
(
50
)
;

    
TextBackground
(
black
)
;

    
clrscr
;

    
TextBackground
(
White
)
;

    
gotoxy
(
x
-
1
,
y
-
2
)
;

    
write
(
' '
)
;

    
delay
(
50
)
;

    
TextBackground
(
black
)
;

    
clrscr
;

    
gotoxy
(
x
-
1
,
y
-
2
)
;

    
write
(
'*'
)
;

    
delay
(
50
)
;

    
TextBackground
(
black
)
;

    
clrscr
;

    
gotoxy
(
x
-
2
,
y
-
3
)
;

    
write
(
'\|/'
)
;

    
gotoxy
(
x
-
2
,
y
-
2
)
;

    
write
(
'-*-'
)
;

    
gotoxy
(
x
-
2
,
y
-
1
)
;

    
write
(
'/|\'
)
;

    
delay
(
50
)
;

    
TextBackground
(
black
)
;

    
clrscr
;

    
gotoxy
(
x
-
3
,
y
-
4
)
;

    
write
(
'\ | /'
)
;

    
gotoxy
(
x
-
3
,
y
-
2
)
;

    
write
(
'- + -'
)
;

    
gotoxy
(
x
-
3
,
y
-
1
)
;

    
write
(
'/ | \'
)
;

    
delay
(
50
)
;

    
TextBackground
(
black
)
;

    
clrscr
;

    
gotoxy
(
x
-
3
,
y
-
4
)
;

    
write
(
'\ | /'
)
;

    
gotoxy
(
x
-
3
,
y
-
2
)
;

    
write
(
'-   -'
)
;

    
gotoxy
(
x
-
3
,
y
-
1
)
;

    
write
(
'/ | \'
)
;

    
delay
(
50
)
;

    
TextBackground
(
black
)
;

    
clrscr
;

    
delay
(
500
)
;

    
level
:=
level
+
1
;

    
goto
 
inicio
;

end
;

begin

xf
:=
5
;

yf
:=
5
;

xn
:=
20
;

yn
:=
24
;

d
:=
0
 
;

p
:=
0
;

level
:=
1
;

while
 
true

do

begin

inicio
:

hpf
:=
100
*
level
;

cursoroff
;

TextBackground
(
black
)
;

while
 
true

do

begin

     
gotoxy
(
70
,
1
)
;

     
write
(
'level '
,
level
)
;

     
if
 
(
hpf
>
0
)
 
then
 
fanta2
(
xf
,
yf
)

     
else
 
bomba
(
xf
,
yf
)
;

      
nave
(
xn
,
yn
)
;

    
if
 
(
 
d
 
=
 
0
 
)
 
then
 
xf
:=
xf
+
1

    
else
 
xf
:=
xf
-
1
;

    
if
 
(
 
xf
 
=
 
70
 
)
 
then
 
d
:=
1
;

    
if
 
(
 
xf
 
=
 
5
 
)
 
then
 
d
:=
0
;

    
if
 
keypressed
 
then

    
begin

    
acao
:=
readkey
;

    
case
 
acao
 
of

    
#75
 
:
 
begin

    
if
 
(
xn
>
5
)
then
 
xn
:=
xn
-
1
;

    
end
;

    
#77
 
:
 
begin

    
if
 
(
xn
<
70
)
then
 
xn
:=
xn
+
1
;

    
end
;

    
#72
 
:
begin

    
xt
:=
xn
;

    
yt
:=
yn
-
4
;

    
end
;

    
#27
 
:
 
goto
 
byebye
;

    
end
;

    
end
;

    
if
 
(
yt
>
1
)
then

    
begin

    
yt
:=
yt
-
1
;

    
tiro
(
xt
,
yt
)
;

    
if
 
((
yt
<
yf
)
 
and
 
(
xt
>
xf
-
3
)
 
and
 
(
xt
<
xf
+
3
))
 
then

    
begin

    
hpf
:=
hpf
-
10
;

    
if
 
(
hpf
<
1
)
then
 
yt
:=
0
;

    
end
;

    
end
;

    
delay
(
50
)
;

    
clrscr
;

end
;

end
;

// pode baixar o programa pelo link https://drive.google.com/open?id=0B4eCVELbFzXTWUY0c0piTG1yUUU

byebye
:

end
.

```

### Teste lógico
```
program
 
Teste
;

var

 
a
,
 
b
:
integer
;

begin

  
writeln
(
'Digite um número para 7'
)
;

  
readln
(
a
)
;

  
writeln
(
'Digite o número para 6'
)
;

  
readln
(
b
)
;

 
if
 
(
a
 
>
 
b
)
 
then
 
{ Se 7 é maior que 6 então }

    
writeln
(
'7 é maior que 6'
)

    
else
 
{ Senão… }

 
if
 
(
a
 
<
 
b
)
 
then

    
writeln
(
'6 é maior que 7'
)

    
else

  
writeln
(
'6 é igual à 7'
)
;

 
end
.

```

## Compiladores Gratuitos
Há vários compiladores Pascal gratuitos, como por exemplo:
- «Chrome». é a próxima geração do Object Pascal para as plataformas .NET e Mono, desenvolvida pela RemObjects Software
- «Free Pascal». é um poderoso compilador escrito em Pascal, distribuido sob a licença de uso GNU GPL. Pode ser utilizado em conjunto com código escrito em Turbo Pascal ou Delphi, e pode ser usado em várias plataformas e sistemas operacionais
- «GNU Pascal Compiler (GPC)». é o compilador padrão da GNU Compiler Collection (GCC). O compilador foi escrito em C, mas a maior parte da biblioteca de funções da linguagem é escrita em Pascal. Ele segue os padrões ANSI/ISO e grande parte dos padrões Borland/Turbo Pascal. O suporte ao Delphi ainda é limitado
- «Kylix». é uma versão do Delphi para o sistema operacional Linux, sendo que seu compilador e sua interface de desenvolvimento são gratuitas para uso não comercial, mas sua biblioteca de componentes não. Espera-se que o código-fonte do compilador seja aberto em breve
- «P4 compiler». , utilizado para o desenvolvimento de vários compiladores Pascal escritos em Pascal, incluindo o UCSD p-System
- O Pascalzim é um compilador gratuito que foi desenvolvido na Universidade de Brasília e é utilizado em várias disciplinas de introdução a programação na UnB e outras universidades.
- Turbo Pascal era o principal compilador Pascal para PCs durante os anos 80 e início dos anos 90, devendo sua popularidade ao seu grande poder e pequeno tempo de compilação. Hoje em dia, suas versões mais antigas (até a versão 5.5) podem ser baixadas gratuitamente no site da Borland (exige registro)
- «Virtual Pascal». foi criado por Vitaly Miryanov em 1995 como um compilador nativo para OS/2, compatível com a sintaxe do Pascal da Borland. Mais tarde foi comercialmente lançado pela fPrint, adicionando a ele suporte para Win32, tornando-se um freeware em 2000. Atualmente, ele pode ser compilado para as plataformas Win32, OS/2 e Linux, sendo compatível em grande parte com o Pascal da Borland e o Delphi

Uma extensa lista de compiladores pode ser encontrada na Pascaland. O site é escrito em francês, mas isso não faz muita diferença, já que é apenas uma lista de URLs para os compiladores.